# Бурхати
Бурхати (пол. Burchaty) — село в Польщі, у гміні Бранськ Більського повіту Підляського воєводства.
Населення — 62 особи (2011).
У 1975-1998 роках село належало до Білостоцького воєводства.

## Демографія
Демографічна структура станом на 31 березня 2011 року:
|          | Загалом | Допрацездатний вік | Працездатний вік | Постпрацездатний вік |
| -------- | ------- | ------------------ | ---------------- | -------------------- |
| Чоловіки | 33      | 11                 | 21               | 1                    |
| Жінки    | 29      | 4                  | 20               | 5                    |
| Разом    | 62      | 15                 | 41               | 6                    |